# Crisis parciales (convulsión)
Las crisis parciales (también llamadas crisis focales y crisis localizadas) son crisis que inicialmente afectan solamente una parte del cerebro, ya sea una sección limitada de la corteza, un lóbulo o un hemisferio completo, y sus efectos pueden ser bastante dependientes de la parte del cerebro en la que están activas.

## Características
Las crisis parciales pueden tener una gran variedad de síntomas, ya que estos dependen de la parte del cerebro afectada. Por ejemplo, una crisis parcial en áreas involucradas en la percepción pueden causar una experiencia sensorial particular (por ejemplo, la percepción de un olor, música o relámpagos de luz) mientras que si está centrada en un área de la corteza motora, una crisis parcial puede causar el movimiento de un grupo particular de músculos. Este tipo de crisis también puede causar pensamientos particulares o imágenes visuales internas o incluso experiencias que pueden estar bien definidas pero pueden ser difíciles de explicar. Es sabido que las crisis originadas en el lóbulo temporal pueden producir experiencias místicas o extásicas en algunas personas. Estas pueden resultar en un diagnóstico errado de psicosis o incluso de esquizofrenia[cita requerida] si otros síntomas de la crisis no son tenidos en cuenta y si otros exámenes no son realizados. Desafortunadamente para los pacientes epilépticos, los medicamentos antipsicóticos prescritos sin anticonvulsivantes, en estos casos, pueden disminuir el umbral convulsivo aún más y empeorar los síntomas.

## Clasificación
Las crisis parciales se pueden subdividir en simples y complejas. Esto se refiere al efecto de la crisis sobre el estado de conciencia: las crisis simples no causan interrupción de la conciencia (aunque pueden causar distorsiones sensoriales u otras sensaciones), mientras que las crisis complejas interrumpen la conciencia en grados variables. Esto no significa necesariamente que la persona que sufre este tipo de crisis va a caer inconsciente (como un desmayo). Por ejemplo, una crisis parcial compleja puede involucrar la repetición inconsciente de acciones simples, gestos o verbalizaciones, o simplemente una mirada perdida y aparente falta de reconocimiento de la aparición de la crisis, seguida por amnesia del episodio. Otros pacientes pueden reportar una sensación de visión de túnel o de disociación, lo que representa una disminución de la conciencia sin pérdida total de la conciencia. Algunos pacientes pueden ejecutar acciones complejas como viajar o realizar compras, dentro del estado de la crisis parcial compleja.
Cuando los efectos de una crisis parcial aparecen como un 'signo de alerta' antes de la aparición de una convulsión generalizada se los conoce como aura. Es frecuente que una crisis parcial se extienda a otras partes del cerebro y eventualmente se generalice, resultando en una convulsión tónico-clónica. La experiencia subjetiva del aura, como en otras crisis parciales, tenderá a reflejar la función de la parte del cerebro afectada.